# Nehézvegyipari Kutató Intézet
A második világháború után, kutatóintézetek egész sorát hozták létre Magyarországon, köztük ipari kutatóintézeteket is. A Nehézvegyipari Kutató Intézet (röviden: NEVIKI), az ipari kutatás megszervezéséről szóló, 1949-ben megjelent 3.600/1949/86/Korm. sz. rendelet  alapján létesült, Szervetlen Vegyipari Kutató Intézet néven. Még ebben az évben, egy iparügyi miniszteri rendelettel nevét, Nehézvegyipari Kutató Intézetre változtatták. (Találkozni még a Nehézvegyipari Kutatóintézet írott formával is.) A névváltoztatást az indokolta, hogy feladatkörét a szervetlen vegyipar mellett, a szénfeldolgozó vegyiparra és a szilikátkémiai iparokra is kiterjesztették. Az intézet neve a továbbiakban nem változott, de kutatási profilja a négy évtizedes fennállása alatt a felismerhetetlenségig megváltozott.
A NEVIKI megalakulásakor az egész vegyipar a szénkémiára épült, így logikus volt, hogy az intézet vált a szénkémiai kutatások bázisintézményévé. Az 1950-es évek közepére azonban jelentősen megnövekedett a kőolaj és földgáz felhasználása, ezzel a szén, mint energiahordozó visszaszorult. A barnakátrány feldolgozásával kapcsolatos kutatási igény az évtized végére lényegében megszűnt, és ezzel az intézet elveszítette fő kutatási területét.
Az 1960-as évek elején, az addigiakhoz képest egy teljesen más területen talált magának fő kutatási irányt, ami a növényvédő szer kutatás volt. Ez egy lényeges változás volt az intézet életében, hiszen az addigi, főleg szervetlen kémiai kutatásokról a szerves kémiai irányra kellett átállni. Ez nem is ment könnyen, és csak több lépcsőben történő, hosszabb időt igénybe vevő, tudatos fejlesztéssel valósulhatott meg. A növényvédőszer-kutatás egyébként is egy összetett terület, amely több tudományág számtalan szakterületét foglalja magába. A szerves kémia, analitikai kémia, vegyipari műveletek stb. mellett egy sor, nem kémiai jellegű tudományterületet kellett meghonosítani. A biológia területéről olyanokat, mint a biokémia, mikrobiológia, zoológia stb.; az orvostudomány területéről toxikológia, kórbonctan, szövettan stb.; a mezőgazdaság területéről agrobiológia, agrokémia, növényvédelem stb.; és még számos területet említhetnénk.
Az 1960-as években végzett növényvédő szer kutatások zöme az ún. reprodukciós, követő kutatásokat képviselte. A vállalatoknál realizálódott haszon szempontjából ez volt a NEVIKI legsikeresebb időszaka. Ez a kutatási stratégia azonban nem volt fenntartható, mivel konzerválta volna a lemaradásunkat a nyugattól, és egy sor szabadalmi, iparjogvédelmi problémát okozott.
A második szakaszban, az 1970-es évek közepétől már az „originális” kutatási stratégia meghonosítása volt a cél. Ez azt jelentette, hogy a magyar növényvédő szer innovációs lánc képes legyen bármilyen piacon eladható, szabadalmi szempontból tiszta, új termék előállítására. Ennek az innovációs láncnak a kutatás-fejlesztés (K+F) vertikumát a NEVIKI-ben kívánták létrehozni. Az ehhez szükséges anyagi forrásokat az Nehézipari Minisztérium (NIM), majd 1980-tól Ipari Minisztérium (IPM) és az Országos Műszaki Fejlesztési Bizottság (OMFB) biztosította.
Az 1980-as évek elejére a NEVIKI-ben kiépült a növényvédő szer kutatási-fejlesztési vertikuma (K+F), amely az évtized végére már kezdte hozni az első eredményeket. Az új kutatási stratégiának azonban nem volt kifutási ideje. A rendszerváltás során, a hazai gazdasági, ipari szerkezet olyan jelentős átalakuláson ment keresztül, amelyet a NEVIKI egyszerűen nem élhetett túl. A növényvédő szereket gyártó vegyipari vállalatok megszűntek, a gyógyszergyárak pedig felhagytak a növényvédő szer előállítással. Ipari háttér nélkül pedig egy ipari kutatóintézet nem létezhet.
A fő kutatási profilon kívül a NEVIKI-ben még számos területen folyt munka, szinte a kezdetektől fogva. A korróziós kutatások, az egyik legsikeresebb területnek bizonyultak, amelyek még a NEVIKI megszűnését is túlélték.
Szervetlen vegyipari területen, a dikalcium-foszfát műtrágya gyártástechnológiájának kidolgozásával letette névjegyét a műtrágya kutatás területén is. A folyékony műtrágyázás hazai meghonosításával, a műszaki-technikai háttér és a gyártástechnológia kidolgozásával az 1970-es évektől pozícióját tovább erősítette, amely a Mezőgazdasági Kemizálási Szolgálat (MKSZ) keszthelyi telepéhez kötődik.
1956-ban izotóp laboratórium létesült, és ezzel az intézet bekapcsolódott a radiokémiai kutatásokba.
Az 1950-es évek végétől kezdődtek a vegyipari műveleti és automatizálási kutatások, majd a vegyiparban használatos automatikaelemek, műszerek fejlesztésére és gyártására is sor került. 1971-től a főhatóság a NEVIKI tevékenységi körét a levegőtisztaság-védelmi és a vegyipari levegő szennyezés kérdéseinek kutatására is kiterjesztette. Ez utóbbi két részleg Budapesten nyert elhelyezést.
A veszprémi társintézményekkel közösen Vegyipari Számítástechnikai Csoportot hoztak létre 1966-ban, a korszerű számítástechnikai módszerek vegyipari alkalmazásának kutatására.
Az intézetben katonai jellegű, titkosított kutatások is folytak.
1965-től az intézet kezelésébe került a Várpalotán található, Thury várban elhelyezett Magyar Vegyészeti Múzeum.
Az intézet eredményeinek elérésében meghatározó szerepe volt a magas szintű dokumentációs és könyvtári szolgáltatásoknak. E részlegek által készített referátumok, témafigyelések, periodikák stb. eljutottak a vegyipari vállalatok szakembereihez is a különböző információs hálózatokon keresztül.

## 1949-1957 Intézetalapítás, a „hőskor”
A NEVIKI 1949. évi alapítása idején átmenetileg a Budapesti Műszaki Egyetem (BME) kémiai technológiai tanszékén kapott elhelyezést. Ugyancsak itt nyert elhelyezést az egy évvel korábban alapított Magyar Ásványolaj- és Földgázkísérleti Intézet (MÁFKI) is. A hely szűkössége miatt, csak a legszükségesebb teendőkre összpontosítottak, az intézet megszervezésére és a tudományos kutatók munkába állítására. Az év végére az intézet létszáma 41 fő volt, ebből 16 fő mérnök. 1950 elején történt a Veszprémbe történő leköltözködés, és a Veszprémi Vegyipari Egyetem (VVE) A épületének 2. és 3. emeletén kaptak elhelyezést. Itt hozták létre az első három kutató osztályt: Szervetlen -, Szilikát- és Szerveskémiai osztályokat, majd kiszolgáló részlegeket is szerveztek.

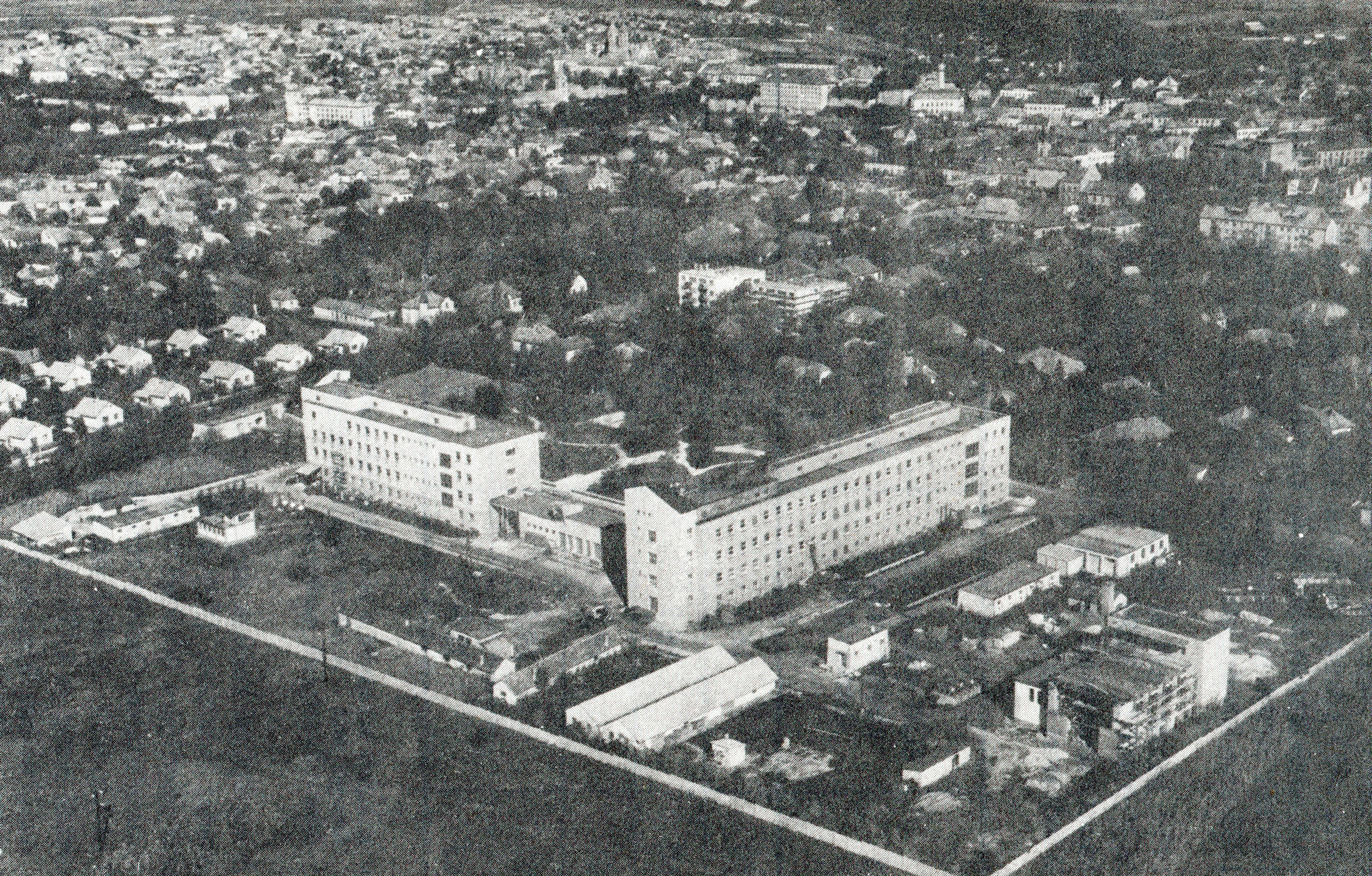
A NEVIKI-MÁFKI közös telephelye 1960-ban

A második világháború után az Óbudai Gázgyár, a Pécsi Kokszművek, a Dorogi Szénfeldolgozó Vállalat és néhány vidéki és nehézipari üzem generátortelepei alkották hazánk szénfeldolgozó iparát. 1950. elején a NEVIKI-hez csatolták az Óbudai Gázgyár és a Dorogi Szénfeldolgozó Vegyipari Vállalat kutató részlegét. A szénfeldolgozó vegyipari kutatások a NEVIKI-ben a széntelepek vegyipari minősítésével kezdődtek, majd kiegészültek a barnakőszén- és feketekőszén-kokszolással, valamint azok minősítésével, különös tekintettel a borsodi barnaszén kétlépcsős kokszolására. A NEVIKI a szénfeldolgozás csaknem valamennyi területével foglalkozott, melynek itt, még a vázlatos áttekintésére sem vállalkozhatunk.
1950. szeptemberétől a NEVIKI-hez költöztették a Szegedi Tudományegyetem korróziós kutatásokkal foglalkozó csoportját, és ’’Korróziós Osztályt’’ hoztak létre. A műszaki technikai feltételek megteremtése mellett folytatódott a személyi állomány feltöltése is.
Az intézet vezetésével Polinszky Károlyt bízták meg, aki a VVE dékánja is volt. Az oktatás és kutatás egységének megteremtése szellemében a NEVIKI kutatói részt vettek az oktatásban és fordítva, a VVE oktatói a kutatóintézet munkájában.
Az Intézeti vezetés energiájának jelentős részét a NEVIKI új székházának tervezésére és megvalósítására fordította. A kivitelezés során jelentkező problémák miatt az építkezés lassan és vontatottan haladt, de 1952. év közepén megtörtént az átköltözés az egyetemről az új székházba, amely el volt látva a kornak megfelelő legmodernebb technikával. Időközben elkészült a MÁFKI székháza is a NEVIKI-vel közös telephelyen, az akkori Veszprém város legszélén. A komplexum ünnepélyes felavatására augusztus 20. alkalmából került sor.
1953. január 1-ével Polinszky Károly igazgató megvált az intézettől, és ezzel lezárult az alapítás és szervezés időszaka, a „hőskor”. A vezető személyében bekövetkezett változás pedig – ahogy lenni szokott – egyébként is határkőnek számít. Így volt ez a NEVIKI esetében is. Az ötvenes évek első felében a gazdasági és politikai elzárkózás a tudományos kutatásra is kedvezőtlenül hatott. Tetőzte a bajt, hogy az Intézet főhatósága 1953-1954 között ötször változott.
Ebben a helyzetben az új vezető állandó belső átszervezésekre és leépítésekre kényszerült. A vegyipar nyersanyag-bázisának változása, a szénről a szénhidrogénekre történő áttérés feleslegessé tette az intézet szénfeldolgozással foglalkozó kutató kapacitását. Ezen változások következtében a NEVIKI 298 fős létszáma 1956. végére 209 főre csökkent.
A NEVIKI-t ebben a helyzetben találta az 1956-os forradalom. Az intézet épületeiben és felszerelésében károk nem keletkeztek, de az energia hiány miatt a munka lehetetlenné vált. Az országot 17 intézeti dolgozó hagyta el (disszidált).
A fent vázolt nehézségek ellenére az intézet működése stabilizálódott. Kialakult egy megállapodott, innovatív kutatói mag, amely szinte a megszűnésig együtt maradt. Megteremtődtek a kutatás technikai, tárgyi feltételei, fejlődött a tudományos szakmai színvonal.

## 1957-1972 Új kutatási főirány: növényvédő szerek
1957-től Magyarországon jelentős gazdaságpolitikai változások történtek. A mezőgazdaságban is gyökeresen megváltozott a helyzet. Az erőltetett iparosítás egyre nagyobb tömegeket vont el a mezőgazdaságból, akik korábban jellemzően kétkezi munkát végeztek. Az egyre szakosodó és koncentrálódó nagyüzemi mezőgazdaságnak égetően szüksége volt modern kémiai anyagokra, agrokemikáliákra.
A növényvédő szerek (peszticidek), mint új típusú, biológiailag aktív anyagok tömeges felhasználása a második világháború után kezdődött és valóságos forradalmat indítottak el a világ mezőgazdaságában az 1950-60-as években. Alapvetően a kemikáliák használata tette lehetővé az egyre növekvő népesség élelmiszerrel való ellátását, hatékony növénytermesztési módszerek kidolgozását, a termésátlagok ugrásszerű növekedését, az élőmunka radikális csökkentését.
A rovarölő szerek (inszekticidek), közegészségügyben való felhasználása emberek millióinak életét mentették meg.
A korszerű, szerveskémiai alapokon megvalósuló modern, másodgenerációs növényvédő szerek kutatására és gyártására való áttérés nem volt problémamentes. Első lépésként, 1957-ben az intézetbe helyezték át a Növényvédelmi Kutató Intézet Kémiai Osztályának preparatív csoportját. Az ott dolgozó kutatók úttörői voltak a NEVIKI-ben meginduló növényvédőszer kutatásoknak.

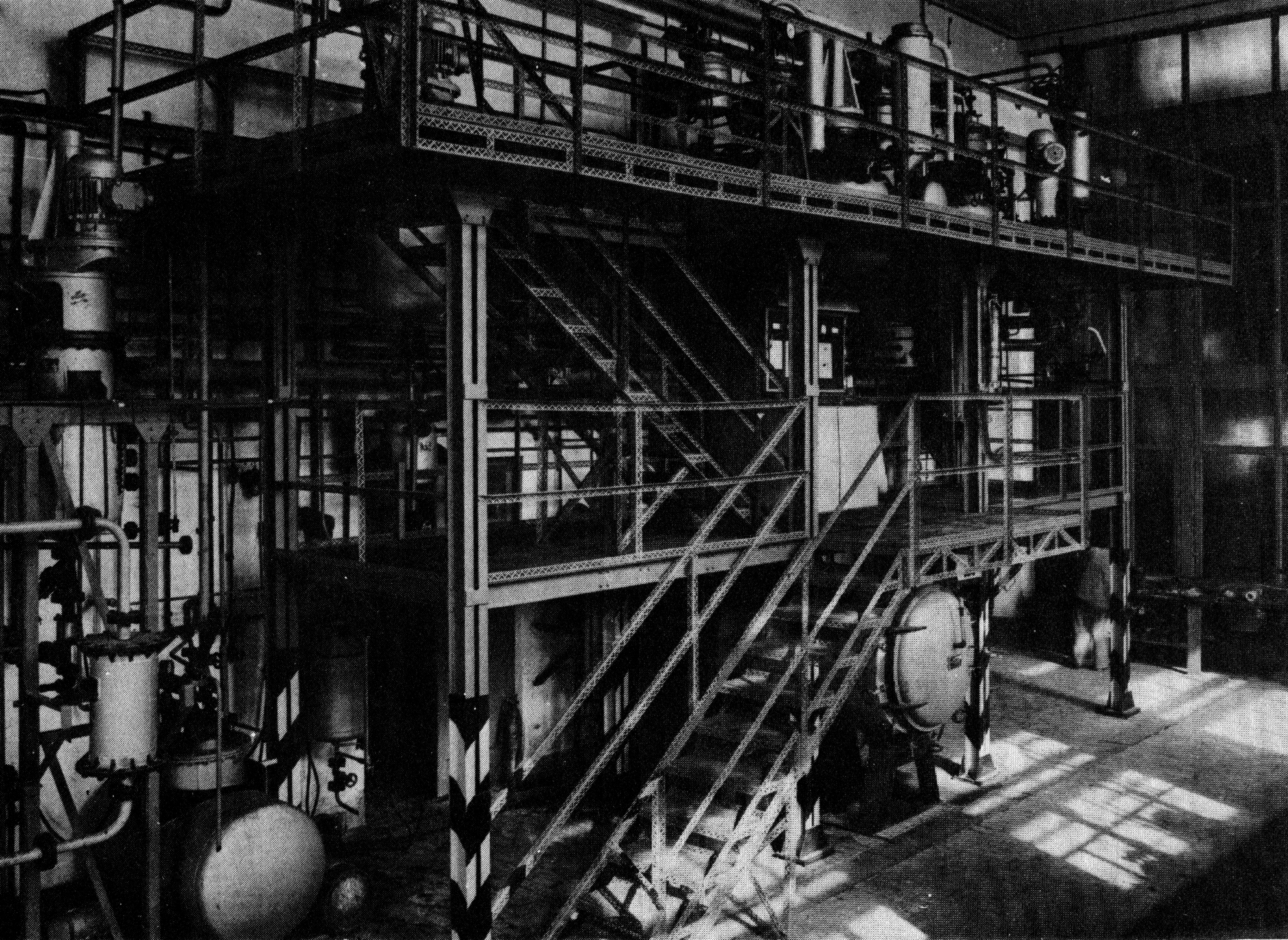
Az első növényvédőszer-gyártó próbaüzem a NEVIKI-ben, az I. számú üzemkísérleti csarnokban

A NEVIKI vegyészeinek kezdetben nagyon korlátozott lehetőségei voltak, amelyek a már piacon lévő és hatásos termékek másolását, reprodukálását, hazai körülmények közé való adaptálását tették csak lehetővé. Az ilyen típusú kutatásokat-fejlesztéseket a szocialista országokban érvényes szabadalmi törvények is segítették, mivel itt az eljárás szabadalom, és nem a nyugaton elfogadott termékszabadalom volt érvényben.
A NEVIKI-ben végzett első növényvédőszer-kutatási munka az ún. klórozott szénhidrogének csoportjába tartozó rovarölőszerekkel (Aldrin, Dildrin) kezdődött, ahová a DDT is tartozik. A témaválasztás nem nevezhető sikeresnek, mivel, amire befejeződtek a kutatások és megépült a kísérleti üzem, az üzemi megvalósítás már nem volt aktuális. A későbbi, rovarölőszer-kutatás a foszforsavészterek családjában már sikeresebbnek mondható, ami végül jóval később, egy originális hatóanyag felfedezéséhez is elvezetett. Szintetikus gombaölő szerek (fungicidek) területén feltáró kutatásokat végeztek kaptán és folpet hatóanyagokból kiindulva. Különösen sikeresek voltak a formálási területen végzett kutatások.
A vállalatoknál megvalósuló nyereség szempontjából ez az időszak volt a legsikeresebb az intézet történetében. Szekér Gyula nehézipari miniszter, 1971-ben a vegyipari kutatóintézeteket értékelve a NEVIKI-ről a következőket állapította meg: „A jelenlegi hazai növényvédőszer-ipari termelés 43%-a az intézetben kidolgozott technológiák alapján valósult meg... A kutatási költségek a vállalati nyereségben 1968-ig négyszeresen térültek meg, nem számítva a 20 millió dolláros devizamegtakarítás népgazdasági jelentőségét.”

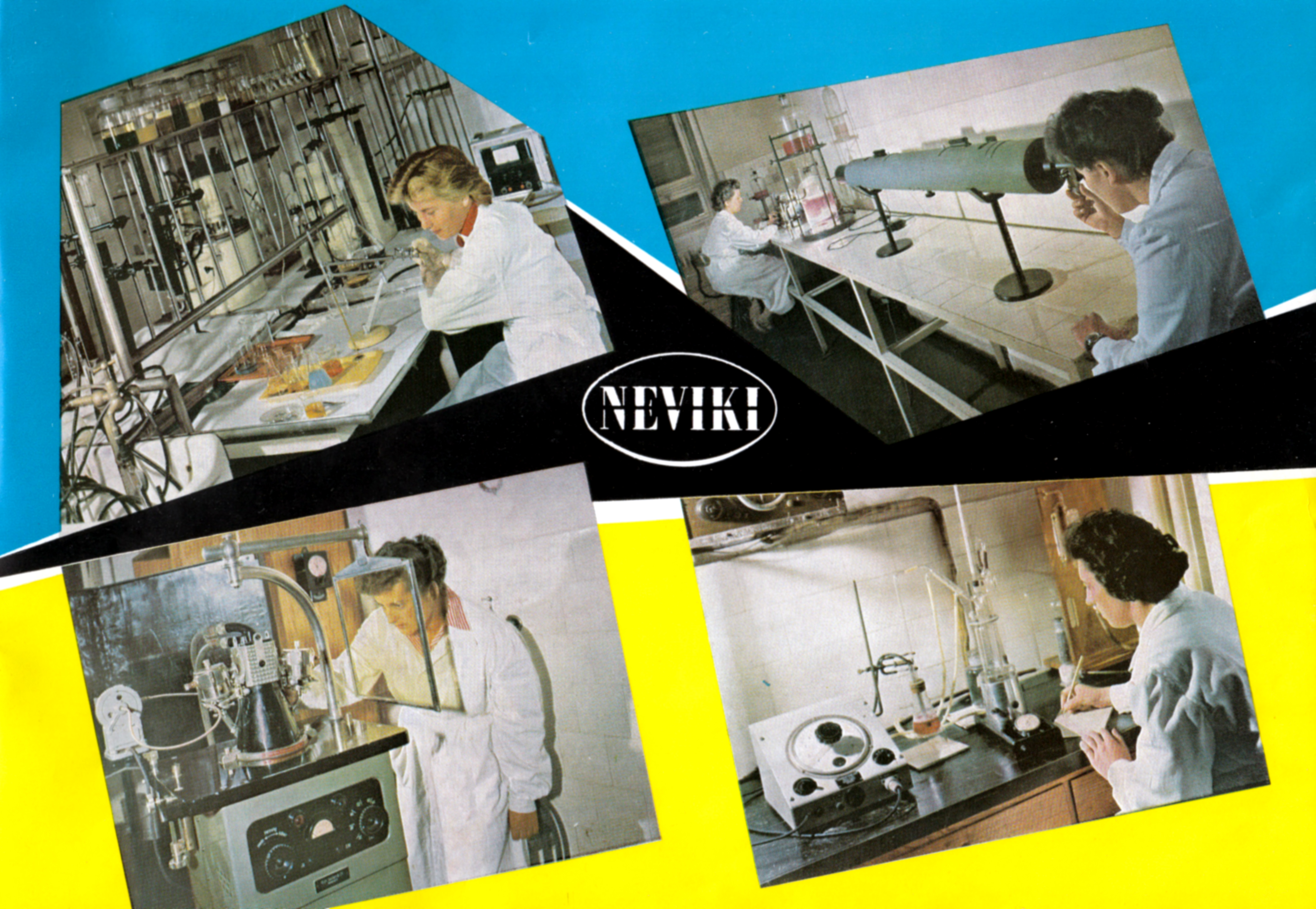
Laboratóriumi életképek a NEVIKI ismertetőjéből az 1960-as évekből

A triazin vegyületcsaládba tartozó gyomirtó szerek (herbicidek), hazai körülmények között történő gyártásának megalapozása NEVIKI szabadalmak alapján, akár forradalminak is nevezhető hazai viszonylatban. Ezeket a gyomirtó szereket a legkülönbözőbb mezőgazdasági kultúrákban alkalmazták átütő sikerrel, köztük a kukoricánál is, amely esetében óriási területeken váltották ki a korábban alkalmazott kézi kapálást. Ezzel kezdetét vette Magyarországon a korszerű, zömében agrokemikáliákra támaszkodó nagyüzemi növénytermesztés.
A Budapesti Vegyiműveknél (BVM), a Nitrokémia Ipartelepeknél (NIKE) az amino-klór-triazin típusú hatóanyagok formátumait, hatóanyag kombinációit, több ezer tonnás mennyiségben forgalmazták különböző kereskedelmi terméknevek alatt. A Chinoin Gyógyszer- és Vegyészeti Gyár, az Észak-Magyarországi Vegyiművek (ÉMV), metil-merkapto-triazin hatóanyagból gyártottak különböző kultúrnövényeknél használható gyomirtó szereket.

## 1972-1980 K+F vertikum kiépítése
Magyarországon a növényvédő szerek gyártását az 1960-as évektől kezdődően a vegyipari átlagnál nagyobb mértékben fejlesztették. Míg a világ vegyiparán belül a növényvédő szer gyártás részaránya 1-1,5% volt, addig hazánkban ez az arány 4-5%. A magyar növényvédőszer-ipar együttvéve a világon a 24. helyet foglalta el (1986). Az elképzelés és a cél az volt, hogy bizonyos fejlesztésekkel és a meglévő kapacitások racionális felhasználásával a 20. hely elérhető legyen.
A fenti megfontolások alapján született meg a Minisztertanács 1972. évi 1012/1972. sz. határozata az országos kutatási főirányokról és tárcaszintű kutatási célprogramokról. A biológiailag aktív vegyületek kutatását – amelyhez a NEVIKI növényvédő szer kutatása is tartozott – az országos kutatási főirányba sorolták.
Ehhez, egy komplex, kutató-vizsgáló vertikum kiépítése vált szükségessé a NEVIKI-ben. Idézet a rendelet szövegéből: „Biológiailag aktív vegyületek kutatása. Tárgya: Olyan alapkutatások, amelyek az emberi, állati és növényi szervezet normális vagy kóros életfunkcióinak megismerésére és befolyásolására irányulnak. Ennek megfelelően a kutatási főirány az embergyógyászatban, az állatgyógyászatban és az állattenyésztés területén, továbbá a növénytermesztésben felhasználható vegyületek körét öleli fel.”

#### A K+F vertikum elemei

##### Szintézis és preparatív kémia
A folyamat preparatív, szerveskémiai kutatásokkal kezdődik, melynek során még eddig senki által fel nem fedezett kémiai szerkezetű molekulák szintézise történik. Ehhez előzetesen a szakirodalom és a szabadalmi helyzet alapos tanulmányozása és ismerete szükséges, alapkutatási szintű szerveskémiai laboratóriumi háttérrel. A kémiai szerkezet és a biológiai hatás közötti összefüggések alapján valószínűsíthető, legnagyobb sikerrel kecsegtető molekulák kerülnek szintetizálásra.

##### Analitikai Vizsgáló Bázis
A szintetizált vegyületek pontos szerkezetét az analitikai bázis határozza meg, jellemzően bonyolult műszeres vizsgálatok keretében. Az analitika további feladatát képezi a már hatékonynak bizonyult vegyületek viselkedésének nyomon követése a célszervezetben, illetve a természeti környezetben, ami elsősorban a bomlástermékek pontos meghatározását jelenti. Amennyiben a termék eljut a mezőgazdasági felhasználásig, az engedélyeztetéshez az előírásoknak megfelelő komplett dokumentációt kell készíteni.

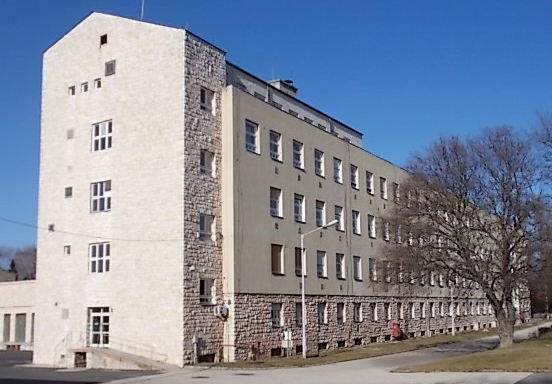
A NEVIKI főépületének déli homlokzata 2021 őszén

##### Toxikológiai Vizsgáló Bázis
Az ilyen jellegű kutatások a NEVIKI-ben korábban teljesen hiányoztak. A toxikológia a kémiai anyagok és élőszervezetek kölcsönhatásával foglalkozik. Vizsgálja az ember és a környező élővilág életműködésére, életfeltételeire, a lét- és fajfenntartására kedvezőtlenül ható tényezőket, azok hatásmechanizmusát, hogy a negatív következmények kivédhetők legyenek. Többfázisú vizsgálati rendszerekben, többféle élőszervezeten, sok generáción keresztül kapott nagyszámú adatból extrapolálással valószínűsíti az emberre és környezetére való veszélyt. Megállapítja az új molekulák toxikológiai paramétereit, minősíti veszélyességüket és a kereskedelmi forgalomba kerülőknek elvégzi az engedélyezéshez szükséges részletes vizsgálatát.

##### Agrobiológiai Kutató Bázis
Ez a terület is újonnan került meghonosításra. Itt végezték az új vegyületek biológiai hatásának megállapítását a célszervezeteken, az az a károsítókon, amelyek lehetnek rovarok, fitopatogén gombák vagy baktériumok, gyomnövények stb. Ezeket a vizsgálatokat kezdetben laboratóriumban, klímakamrákban vagy üvegházakban végzik, a hatékony vegyületeket szabadföldi körülmények között is kipróbálják, és az itt is biztató eredményeket mutatókat valós felhasználási körülmények között is tesztelik. Nagyszámú tesztszervezetet mesterséges körülmények között tartanak fenn, amelyek szezontól független folyamatos tesztelést tesznek lehetővé.

##### Gyártástechnológia kidolgozása, formálás
A kutató-fejlesztő vertikum előző fázisaiban sikeresen szereplő vegyületek nagybani gyártásához a technológiát, laboratóriumi, félüzemi majd üzemi körülmények közözött kell kidolgozni és adatokat szolgáltatni a termelőüzem felé. A laboratóriumi kapacitásokon túlmenően két üzemkísérleti csarnokban folytak a kísérletek, amelyekben lehetőség nyílt kisebb volumenű ipari gyártásra is, ahol a saját fejlesztésű termékek egy része is készült (Nevirám, Nevibes, Nevirol, Nevikén). A legyártott hatóanyagból kijuttatható formátumot kell készíteni, amely lehetővé teszi a biztonságos, szakszerű és kényelmes kijuttatást. A formálási kutatásokhoz, laboratóriumi és kísérleti üzemi szintű Alpine és Fryma gépsorok álltak rendelkezésre.

## 1980-1990 Működésben az új stratégia
1980-ra a magyar népgazdaságban a versenyképes termékek között jelentős volument képviseltek a gyógyszerek mellett a növényvédő szerek. A növényvédő szerek általában nagy egyedi értékűek, fajlagos energia igényük kicsi, magas a szellemi értéktartalmuk, kutatás-fejlesztés igényesek, előállításuk magasan kvalifikált kutató és termelő tevékenységet igényel. A gyógyszerekhez hasonlóan, valójában kutatás-ipari termékek.
A Minisztertanács 3419/1980. sz. határozatával 1981-től tíz évre szóló Gyógyszer-, Növényvédőszer Intermedier-gyártás Központi Fejlesztési Programot hagyott jóvá, egyértelműen a külpiacokra orientáltan. Ez egy újabb lökést adott az intézett K+F tevékenységének továbbfejlesztéséhez.
Az 1980-as években a fő hangsúly már az új, originális kutatásokra tevődött át. Az ilyen típusú kutatások alapjaiban térnek el a korábban követettektől, hiszen itt, még eddig senki által fel nem fedezett molekulákat kellett szintetizálni, és az ígéreteseket kereskedelmi termékké fejleszteni. A nemzetközi szakirodalom szerint akkor átlagosan, a kutatási folyamat és a piaci bevezetés 8-10 évet vett igénybe.
A NEVIKI vegyészei kutatásuk középpontjába a növényvédő szer kémiában savanilidek néven ismert jelentős kémiai csoportot helyezték, ahol gyomirtó és gombaölő szerek voltak találhatóak. Tulajdonképpen, az ezen a területen végzett több évtizedes, alapos és kitartó munka alapozta meg az originális kutatási stratégia területén elért eredményeket.
A nagysikerű acetoklór hatóanyag gyártását a Nitrokémia Ipartelepekkel közösen dolgozták ki. A belőle készült kereskedelmi termékekből (MG-02 50 EC, Niticid 50 EC) óriási mennyiséget használt fel a mezőgazdaság. „...Perspektivikus gyomirtószer az acetoklór... A vállalatnak több száz köbméteres kapacitású kísérleti üzeme indul 1978-ban. Az acetoklór hatóanyag gyártásának kidolgozását a NEVIKI-vel közösen végeztük.” A savamid vegyület családban két év alatt 170 molekulát szintetizáltak, és végeztek részletes hatástani vizsgálatokat laboratóriumban, üvegházban és szabadföldön. A legígéretesebbekkel toxikológiai, analitikai és környezetvédelmi vizsgálatokat is végeztek.
A NEVIKI vegyészei a savanilid molekularész foszforilezésével rovarölő hatású originális molekulákat állítottak elő. A kémiai szerkezet és biológiai hatás közötti összefüggés elemzésével, a potenciálisan elképzelhető, kb. 2400 darabos vegyület halmazból 160-at szintetizáltak, és részletes biológiai hatékonysági teszteknek vetették alá. A biológiai hatáserősség és az azt befolyásoló szubsztitiensek minősége és helye közötti összefüggés optimalizálásával eljutottak a vegyületcsalád leghatékonyabb tagjához, amely az NE-79168 számot viselte.
Évekig tartó kiterjedt kutatások kezdődtek a hatóanyag különféle rovarfajokra gyakorolt ölőhatásának feltérképezésére, toxikológiai paramétereinek meghatározására, a vegyület viselkedésének nyomon követésére a célszervezetekben, és a természeti környezetben.
Ezzel párhuzamosan folytak a hatóanyag és a késztermék előállításához szükséges kémiai megvalósíthatósági vizsgálatok, alapanyag és intermedier háttér biztosítása, laboratóriumi, félüzemi gyártástechnológia kidolgozása, különböző formátumok optimalizálása stb. Részletes ökonómiai és gazdaságossági számítások történtek, élettartam- és piacontarthatósági modellek készültek.
A fenti, kezdeti vizsgálatok kedvező eredménye alapján, 1983-ban az intézet úgy döntött, hogy a molekulát, Nevifosz 50 EC néven kereskedelmi termékké fejleszti. A termékké fejlesztés fázisában a korábban említett területeken még szélesebb körű vizsgálatok kezdődtek, immár nem csak az intézeten belül, hanem országos és nemzetközi szinten egyaránt. Megállapítást nyert, hogy a készítmény a célszervezetekre (elsősorban rágószervvel rendelkező rovarok) gyakorolt jó ölő hatása mellett, a méhekre nézve kedvező toxicitású.
Az 1980-as évek végére összegyűlt az új piaci termék engedélyeztetéséhez szükséges teljes dokumentáció, és benyújtásra került az engedélyeztető hatósághoz. Ezzel párhuzamosan a Nitrokémia Ipartelepek területén elkészült a 400 t/év kapacitású kísérleti üzem, és az első próbagyártás is megtörtént. A legyártott anyag formálására, kiszerelésére és nagyüzemi kipróbálására azonban már nem kerülhetett sor a NEVIKI felszámolásának megindulásával, majd később a Nitrokémia Ipartelepek szanálásával.
Az inszekticidek mellett előrehaladott kutatások folytak az acetanilid vegyület csoportban fungicid hatásirányba, több száz darabos sorozatokat szintetizáltak különböző funkciós csoportok optimalizálására. Ígéretesek voltak a NEVIKI, Észak-Magyarországi Vegyiművek (ÉMV) és OMFB közös projektjének keretében végzett kutatások a szulfonil-karbamid típusú gyomirtó szer család vonatkozásában is.
Idővel ezek a kutatások is elvezethettek volna egy új, originális magyar fungicid vagy herbicid felfedezéséhez.

## Egyéb kutatási területek és tevékenységek
A korróziós kutatások már az 1950-es években elkezdődtek, hiszen a korrózióvédelem szinte minden területen alapkérdés. Az intézetben került meghonosításra, majd elterjesztésre a katódos védelem Magyarországon. Az itt kidolgozott szabadalmak alapján több bevált bevonórendszer valósult meg festék gyáraknál. Az itt kifejlesztett inhibitorokat a KGST országokban is alkalmazták. 1961-ben a NIM az intézetben hozta létre a Vegyipari Korróziós Szervezetet (röviden: VEKOR) országos hatáskörrel.  Itt szerkesztették és adták ki a világviszonylatban is jegyzett, egyetlen hazai, korróziós tárgyú folyóiratot a Korróziós Figyelőt.
Már az alapítás után hamarosan elindultak a hazai műtrágyagyártás választékának bővítésére irányuló kutatások. Péten kísérleti üzem létesült kettős műtrágya előállítására, és foszforsavas takarmánymész gyártására dolgoztak ki eljárást. A NEVIKI-ben 1955-ben kidolgozott technológiák realizálásaként a Péti Nitrogénművekben 1958-ban termelőüzem létesült évi 1500 t nátrium-hidrokarbonát és 450 t ammónium-hidrokarbonát gyártására.

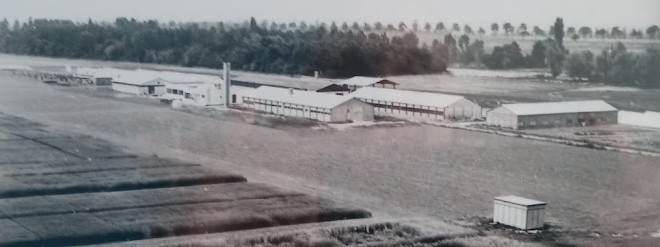
Az MKSZ keszthelyi telepe az 1970-es években

A Mezőgazdasági Kemizálási Szolgálat (MKSZ), az 1970-es évek elején létesült Keszthelyen, az OMFB és a NIM finanszírozásában, a Keszthelyi Agrártudományi Egyetem, a Mezőgazdasági és Élelmiszeripari Minisztérium (MÉM) több főhatóságának közreműködésével. 
Ezen a bázisán történt a folyékony műtrágyázás hazai meghonosítása, a műszaki-technikai háttér és a gyártástechnológia kidolgozása. 
Az MKSZ sok tevékenysége közül az egyik legfontosabb az volt, hogy az 1970-es évek elejétől évente ankétot szervezett, ahol ezres számban jelentek meg a vegyipar agrokemikáliáit előállító vállalatok képviselői és a felhasználó mezőgazdasági üzemek szakemberei. Az 1980-as évektől ez már nemzetközi fórummá szélesedett, ahol a résztvevők és előadók között keletről és nyugatról érkezők is nagy számban előfordultak. „A mezőgazdaság kemizálása ankét, Keszthely” nevű kiadvány, amelyben az elhangzott előadások anyagát jelentették meg, gyakran forgatott olvasmányává vált mind a vegyipari, mind a mezőgazdasági szakembereknek.
A radiokémiai kutatások beindulásával, radioaktív izotópok felhasználásával lényegesen emelkedett az intézeti kutatás színvonala. 1956-ban izotóp laboratórium kezdte meg működését, majd a nukleáris méréstechnikai módszerek vegyipari elterjesztése érdekében műveleti kutatásokat is folytattak. Többek között a hazai rézérckészletek hasznosítására ioncserés és folyadék-extrakciós kísérleteket végeztek. 
Később, az intézet növényvédőszer-kutatási munkájában kaptak feladatokat: nyomjelzéses mérések folytatása; közreműködés az új növényvédőszer-kutatásban; a biológiai-hatástani, a toxikológiai, metabolizmus stb. vizsgálatokban. Közben ellátták a vegyipar izotóp bázis-laboratórium funkcióját is.

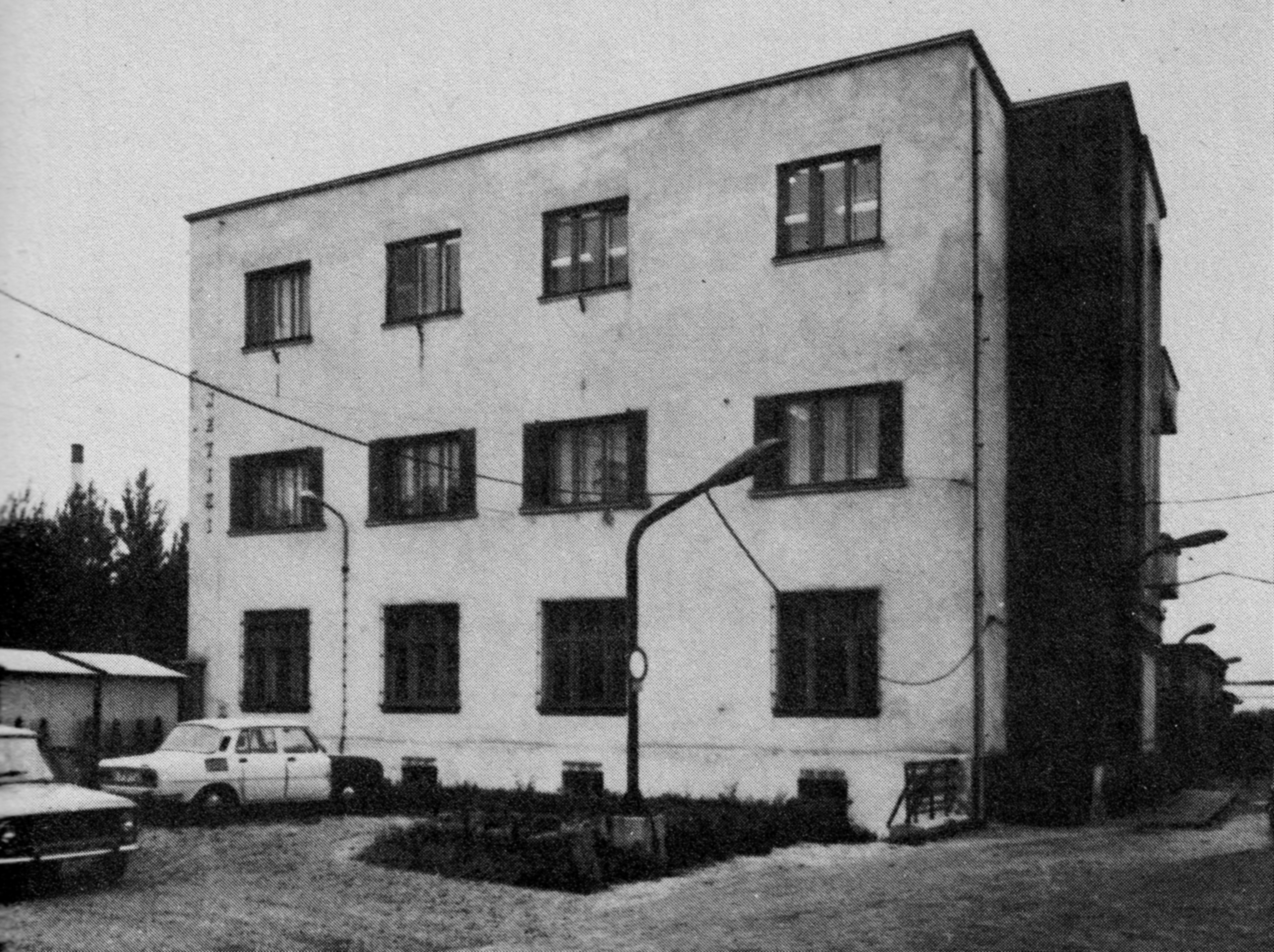
A LIFO budapesti székháza 1982 előtt

A Levegőtisztaság-védelmi és Irányítástechnikai Főosztály (LIFO) kertében végzett kutatások a következő témacsoportokba sorolhatók: levegőtisztaság-védelmi mérések végzése; levegőtisztaság-védelmi műszerek és berendezések fejlesztése; irányítástechnikai berendezések fejlesztése; rendszertechnikai kutatások a számítógépes irányítás fejlesztésére; vegyipari műveleti kutatások. 
Csak néhány kiragadott példa a számtalan megvalósult kutatási eredmény és berendezés közül:
1975-ben Magyarországon első ízben végeztek repülőgépes immisszió méréseket. 
A BME fizikai-kémiai tanszékével közösen lángionizációs detektort tartalmazó célműszert fejlesztettek. Az immissziós koncentrációk értékeléséhez elkészítették a „DAPOMAC 111” mérésadat gyűjtő prototípusát, majd a továbbfejlesztett „DAPOMAC 211” változatot, amelyek később sorozatgyártásra kerültek.
A műveleti kutatások terén, az EBGV-NEVIKI kooperációban elkészült az ipari méretű porlasztásos szárító berendezés.
1966-ban a veszprémi társintézményekkel közösen Vegyipari Számítástechnikai Csoportot szerveztek, és országosan elismert kutatások folytak vegyipari és kémiai területen.
Kezdetben matematikai statisztikai programokat, kísérlettervezést, hálótervek készítését végezték lyukszalagtechnika felhasználásával.
1975–1976-ban egy Videoton R-10 számítógép telepítésére is sor került az intézetben. Két területen indult el a munka. Az egyik, egy automatikus analitikai rendszer kialakítására irányult, melynek keretében az analitikai nagyműszerek mérési adatait on-line számítógépes rendszer értékelte. Ezzel hozzájárultak az ASSIGNER névre keresztelt, mesterséges intelligencián alapuló számítógép szerkezetazonosító rendszer létrehozásához hazánkban elsőként.
A másik terület a számítógépes folyamatirányító szoftver kidolgozása, amelyet a porlasztásos szárítónál alkalmaztak. A későbbiekben új növényvédő szer hatóanyagok tervezését elősegítő számítástechnikai bázist hoztak létre.
A kiváló szakirodalmi, dokumentációs és informatikai rendszer, nem csak az intézeti dolgozókat segítette, hanem az egész magyar növényvédő szer ipar rendelkezésére állt. Az intézet könyvtárában több, mint harmincezer könyv, több, mint háromszáz folyóirat volt megtalálható, amelyek több, mint fele külföldi. Ezek nagyban hozzájárultak a tudományos eredmények megszületéséhez, és segítették a dolgozók publikációs tevékenységét is. 1949-1988 között, 1838 írásban megjelent publikáció bibliográfiáját tették közzé.
Az intézet fennállása alatt 210 megadott hazai, és 150 külföldön bejegyzett szabadalom született.

## A NEVIKI létezése és megszűnése
Ahogy láttuk, a NEVIKI létrejöttét és létezését központi döntések, határozatok jelölték ki. Létezése, a XX. század második világháború és rendszerváltoztatás közötti szakaszára, az ún. létező szocializmus időszakára esik. Mindkét esemény egy paradigmaváltás részeként értelmezhető, amely mindig gyökeres társadalmi és gazdasági változásokkal jár. A NEVIKI-nek, az intézet mindenkori vezetőinek és dolgozóinak a körülmények által megszabott keretek között kellett létezni, működni és egyensúlyozni.

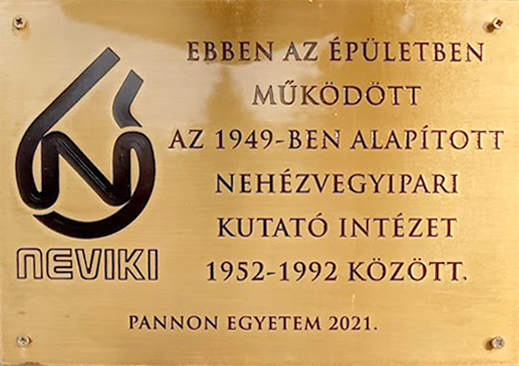
A NEVIKI emléktáblája

A NEVIKI-nek, mint a gyakorlatot szolgáló szellemi műhelynek nem az alapkutatás, hanem az
alkalmazott és fejlesztő kutatás volt a fő feladata, valamint a tudományos szolgáltatás
biztosítása. Eredményességét elsősorban nem az intézeti nyereség alapján lehet megítélni,
hanem az általa produkált tudományos eredmények ipari realizálásán keresztül. A tények, adatok azt mutatják, hogy ezen feladatának megfelelt.
A megszűnés okainak részletes taglalása meghaladja a rendelkezésre álló keretet.
Az összeomlás gyorsasága mindenkit meglepett, egyik napról a másikra történt. Az értetlenség egyik oka az volt, hogy az intézet gerincét képező növényvédő szer kutató-fejlesztő vertikum az utolsó másfél, két évtized során lett létrehozva, az akkor elérhető legmagasabb technikai és tudományos színvonalon. A csődeljárás 1990. augusztus 1-gyel indult és két év múlva fejeződött be. Az eszközöket, berendezéseket elárverezték, a veszprémi központban lévő épületek egy része a Pannon Egyetemhez került.

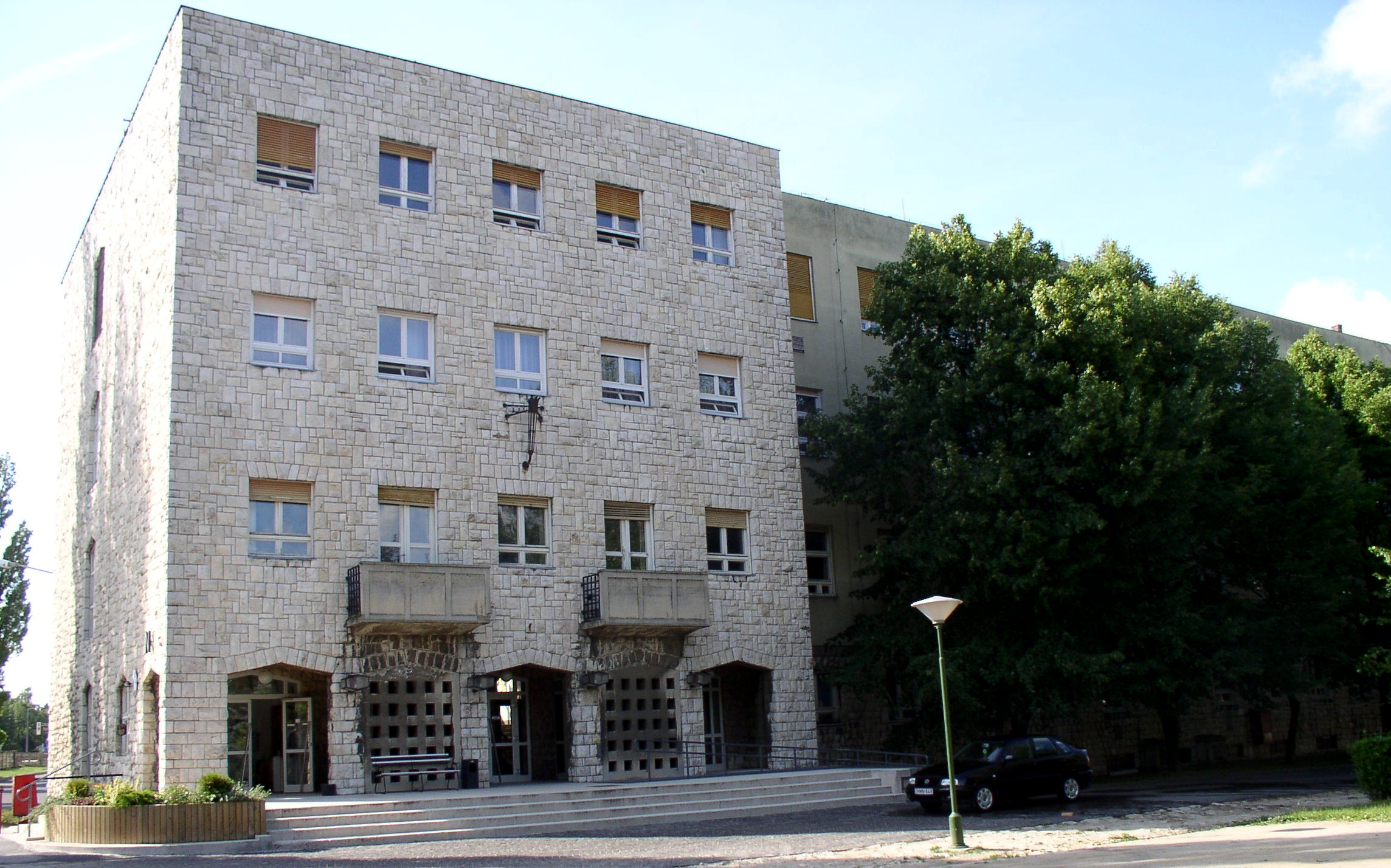
A NEVIKI főépületének északi homlokzata

1980-as évek végére a NEVIKI dolgozóinak létszáma megközelítette az ötszázat, és a tudományos dolgozók létszáma jóval meghaladta a százat. A szomszédos Magyar Ásványolaj- és Földgázkísérleti Intézet (MÁFKI) hasonló létszámmal szintén megszűnt.
A megszűnéssel kapcsolatos információ hiányhoz az is hozzájárul, hogy a NEVIKI-től, a Magyar Nemzeti Levéltár Veszprém Megyei Levéltárához került, XXVI.1003. fondszám alatt nyilvántartott jelentős mennyiségű iratanyag még rendezetlen, ezért nem kutatható. Sajnos az is bizonytalan, hogy a feldolgozásra mikor kerülhet sor.
Megjegyzendő, hogy a rendszerváltás során a NEVIKI-vel együtt gyakorlatilag megszűnt a teljes magyar növényvédőszer-ipar is, amely az 1970–1990 közötti időszakban a teljes hazai vegyipari termelés 4-5%-át adta. Ha meggondoljuk, hogy az itthon gyártott agrokemikáliák a magyar élelmiszer-ellátás biztosítékai voltak, jelentősége még az előzőekben megnevezett aránynál is magasabbra tehető.

### A NEVIKI igazgatói
- 1949-1953 Polinszky Károly
- 1953-1956 Kováts Gábor
- 1956-1966 Korányi György
- 1967-1972 Majdik Ferenc
- 1972-1989 Szántó András
- 1989-1991 Nagy Bálint

### Ismertebb személyek, akik egykor a NEVIKI-ben dolgoztak
- Almásy Andor vegyészmérnök, a kémiai tudományok doktora
- Ambró Irén radiokémikus, kémiai tud. kandidátusa
- Balogh Elemér író, újságíró, dramaturg
- Bácskai Gyula vegyészmérnök, egyetemi tanár
- Bordás Sándor orvos, toxikológus, egyetemi tanár
- Bor Dezső karmester, karnagy
- Ettre László kémikus, egyetemi tanár
- Göncz Árpád politikus, író, műfordító
- Grofcsik János egyetemi tanár, a kémiai tud. doktora
- Henszelmann Frigyes vegyészmérnök, egyetemi tanár
- Keszler József gépészmérnök, műszaki tud. kandidátusa
- Kincses Gyula vegyészmérnök, c. egyetemi docens
- Korányi György vegyészmérnök, kémiai tud. kandidátusa
- Lőcsei Béla vegyészmérnök, kémikus, egyetemi tanár
- Nádasy Miklós vegyészmérnök, c. egyetemi tanár
- Németh Tamás agrokémikus, egyetemi tanár, akadémikus
- Méhes Kálmán geológus, tudományos kutató
- Őrffy László agrármérnök, agrokémikus, növénynemesítő
- Pálfi Dénes kertészmérnök, országgyűlési képviselő
- P. Nagy Sándor vegyészmérnök, múzeum igazgató
- Polinszky Károly vegyészmérnök, akadémikus, oktatáspolitikus
- Straub Gyula vegyészmérnök, egyetemi tanár
- Tamás Ferenc vegyészmérnök, egyetemi tanár
- Tóth Benedek (Tóth Bence) színművész, mikrobiológus, egyetemi tanár

## További információ
- Volt egyszer egy NEVIKI Veszprémben
- A NEVIKI Biológiai és Hatástani Osztályának története
- Emléktáblát helyeztek el az egykori NEVIKI épületének falán